# Leonard Covington
Leonard Wailes Covington (* 30. Oktober 1768 in Aquasco, Prince George’s County, Province of Maryland; † 14. November 1813 in Sackets Harbor, New York) war ein US-amerikanischer Politiker. Zwischen 1805 und 1807 vertrat er den Bundesstaat Maryland im US-Repräsentantenhaus.

## Werdegang
Nach seiner Schulzeit trat Leonard Covington im Jahr 1792 in die US Army ein. Bis 1795 stieg er bis zum Hauptmann auf. Dabei nahm er an einigen Indianerkriegen teil. Nach seiner Militärzeit betätigte er sich in der Landwirtschaft. Politisch wurde er Mitglied der von Thomas Jefferson gegründeten Demokratisch-Republikanischen Partei. Er saß mehrere Jahre im Abgeordnetenhaus von Maryland. Bei den Kongresswahlen des Jahres 1804 wurde Covington im zweiten Wahlbezirk von Maryland in das US-Repräsentantenhaus in Washington, D.C. gewählt, wo er am 4. März 1805 die Nachfolge von Walter Bowie antrat. Bis zum 3. März 1807 konnte er eine Legislaturperiode im Kongress absolvieren.
Nach dem Ende seiner Zeit im US-Repräsentantenhaus ging Leonard Covington wieder zur Armee. Im Jahr 1809 wurde er zum Oberst befördert. Ein Jahr später kommandierte er Fort Adams am Mississippi. Später gehörte er zu den Truppen, die Baton Rouge und einen Teil von Westflorida besetzten. Während des Britisch-Amerikanischen Krieges wurde Covington zum Brigadegeneral befördert. Er wurde am 13. November 1813 bei der Schlacht von Chryslers Field nahe Sackets Harbor schwer verwundet und erlag am folgenden Tag seinen Verletzungen.
Nach ihm sind Covington County in Mississippi und Covington County in Alabama sowie zahlreiche Orte wie Covington in Kentucky und Covington in Louisiana benannt.